# Silvina
La silvina es un mineral del grupo de los haluros (clase III de la clasificación de Strunz). Químicamente es cloruro de potasio (KCl). Cristaliza, como la sal gema, en el sistema regular, dominante en cubos. Más frecuentemente se presentan en masas cristalinas incoloras o diversamente coloreada por la presencia de sustancias extrañas, como la sal. Soluble en el agua, acompaña a la sal en capas y bolsadas dentro de ella, en muchos de sus yacimientos como Suria, Cardona y Sallent (Barcelona).La silvina se describió por primera vez en 1832 en el monte Vesubio, cerca de Nápoles, en Italia y fue nombrada en reconocimiento del químico neerlandés, François Sylvius de le Boe (1614–1672).

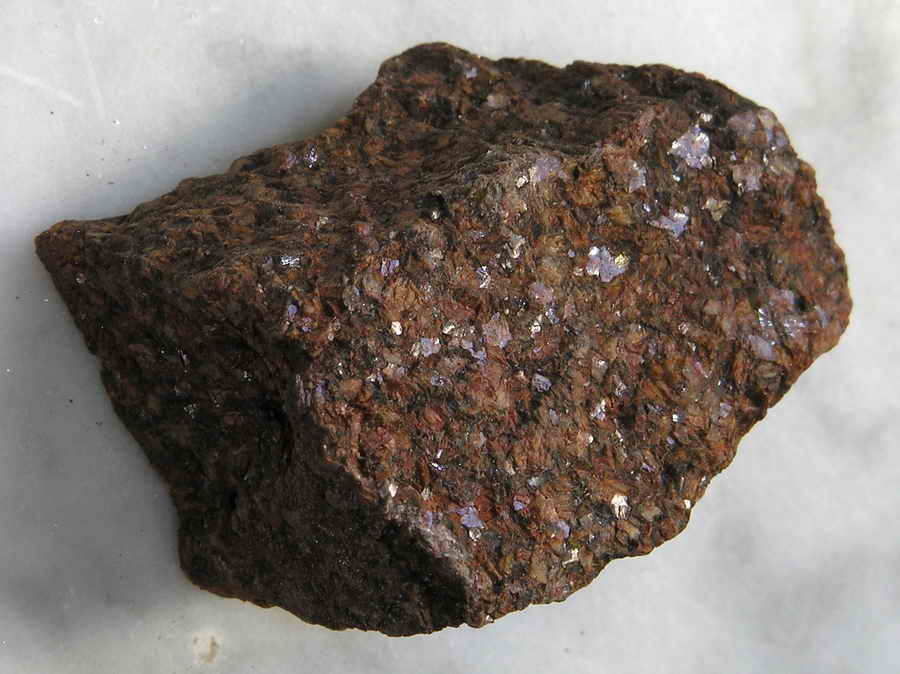
Silvina

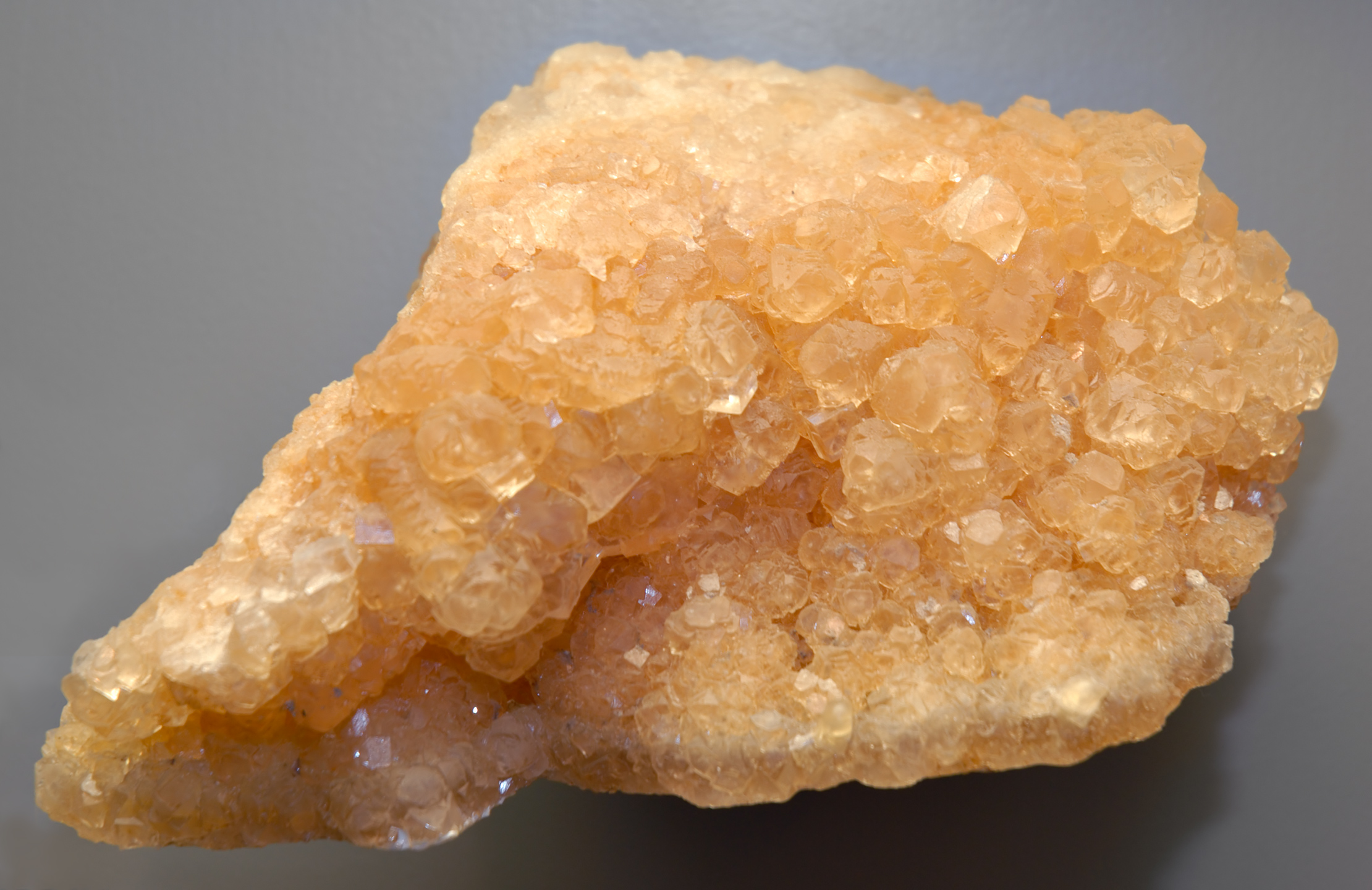
Silvina de Alemania